# Grubenhaus

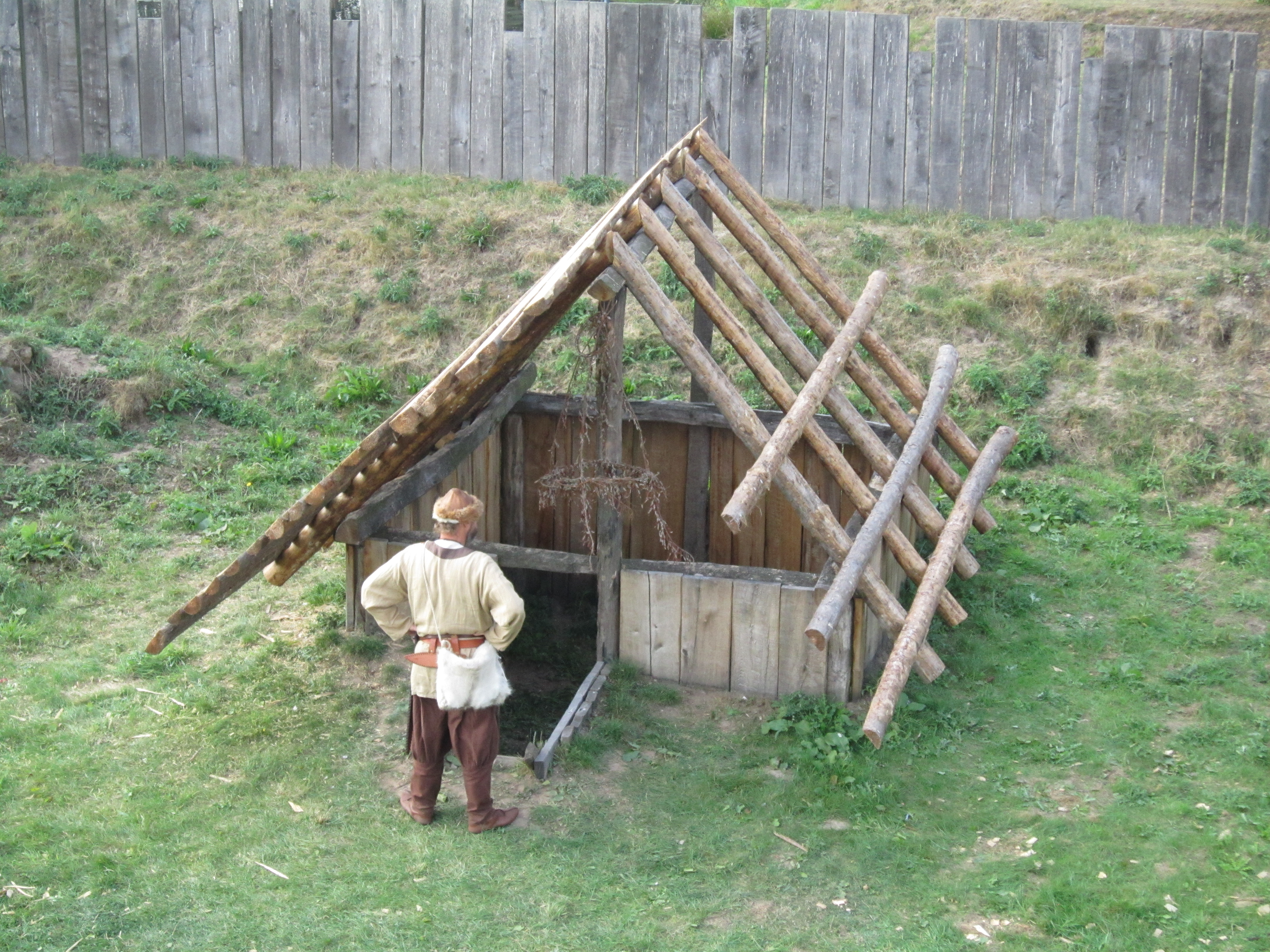
Rohbau eines rekonstruierten Grubenhauses auf der Burginsel des Castrum Vechtense

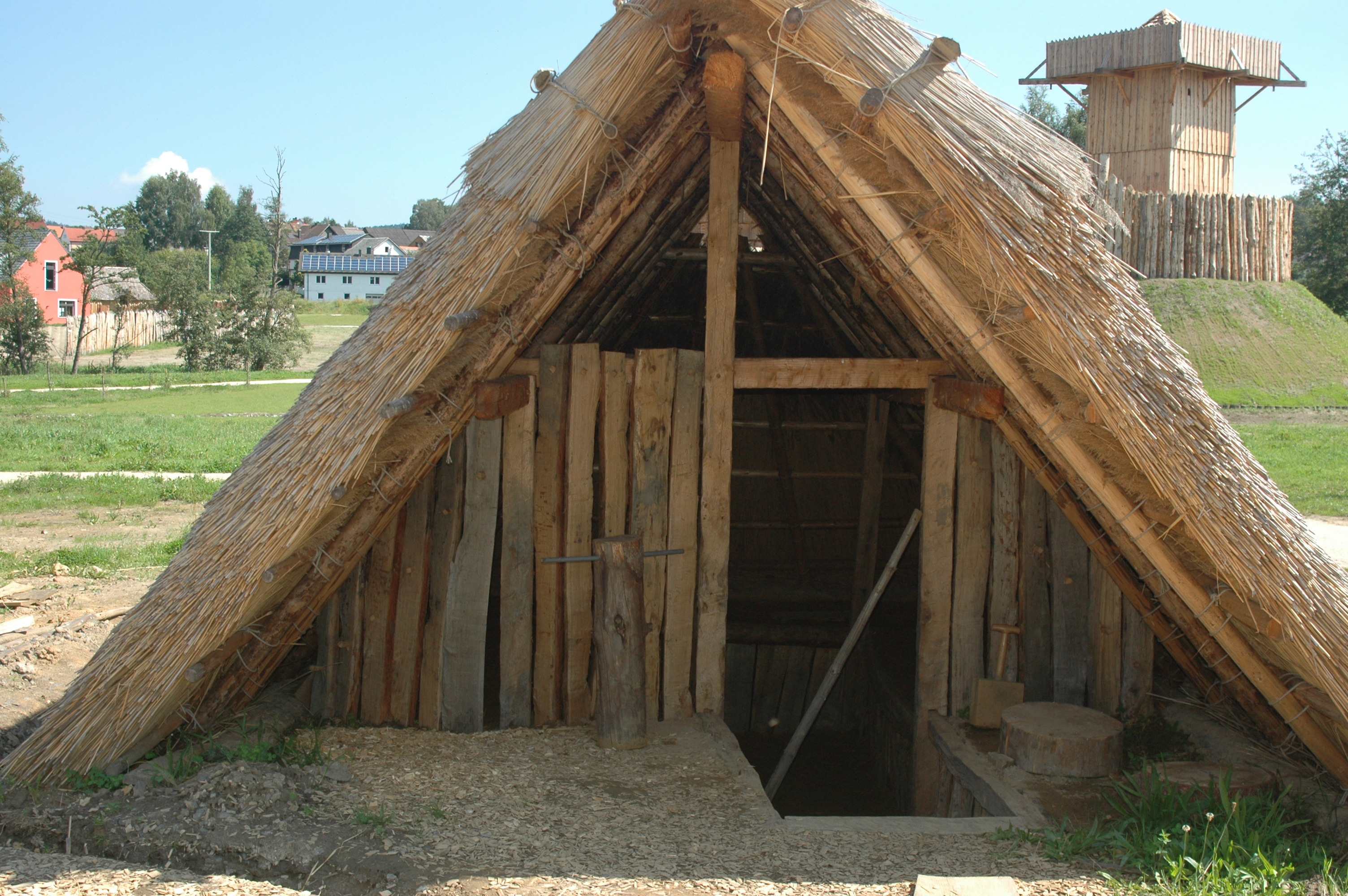
Rekonstruktion eines slawischen Grubenhauses im Geschichtspark Bärnau-Tachov

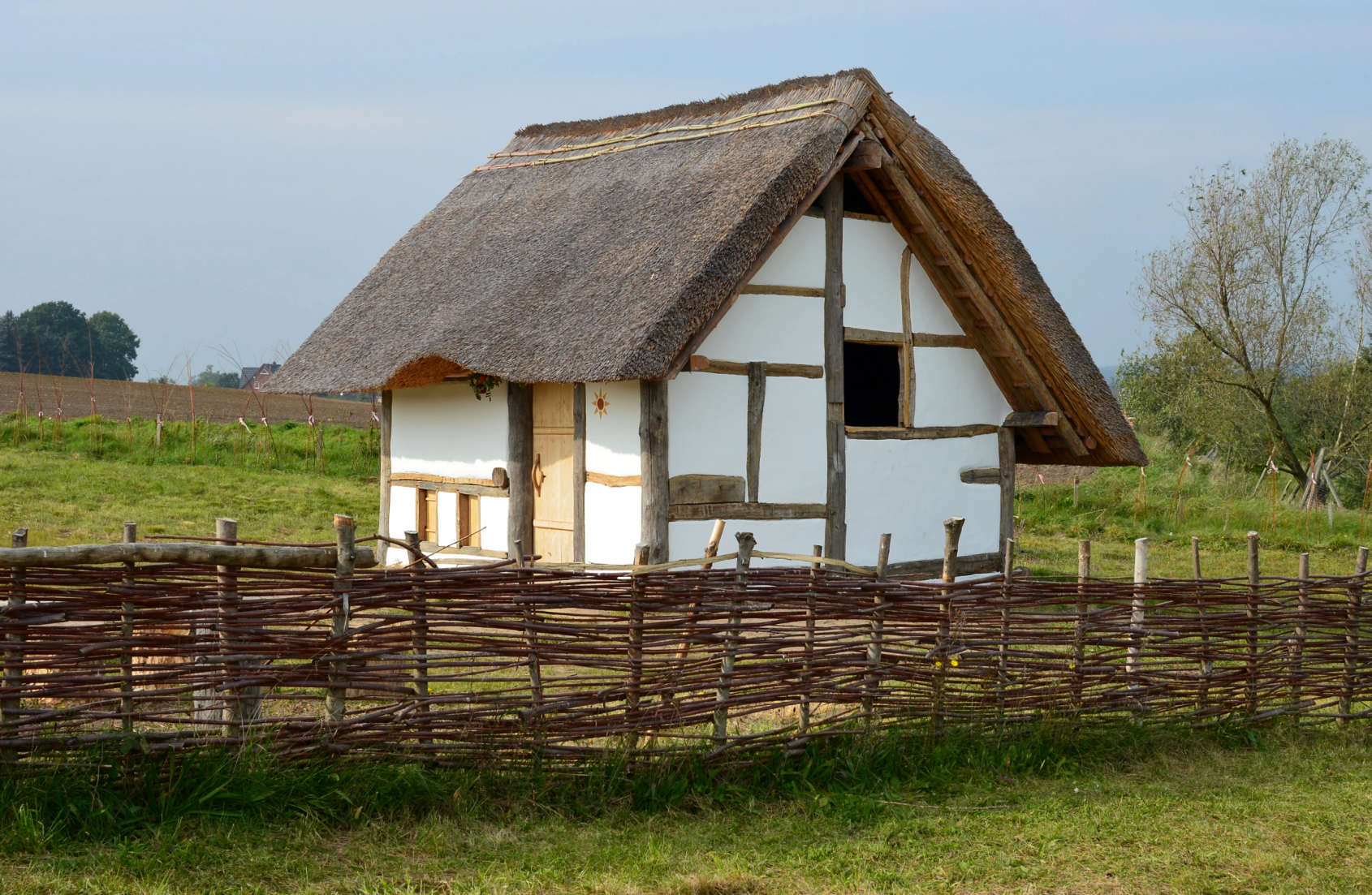
Rekonstruiertes Grubenhaus der mittelalterlichen Grubenhaussiedlung am Petersteich an der Fundstelle

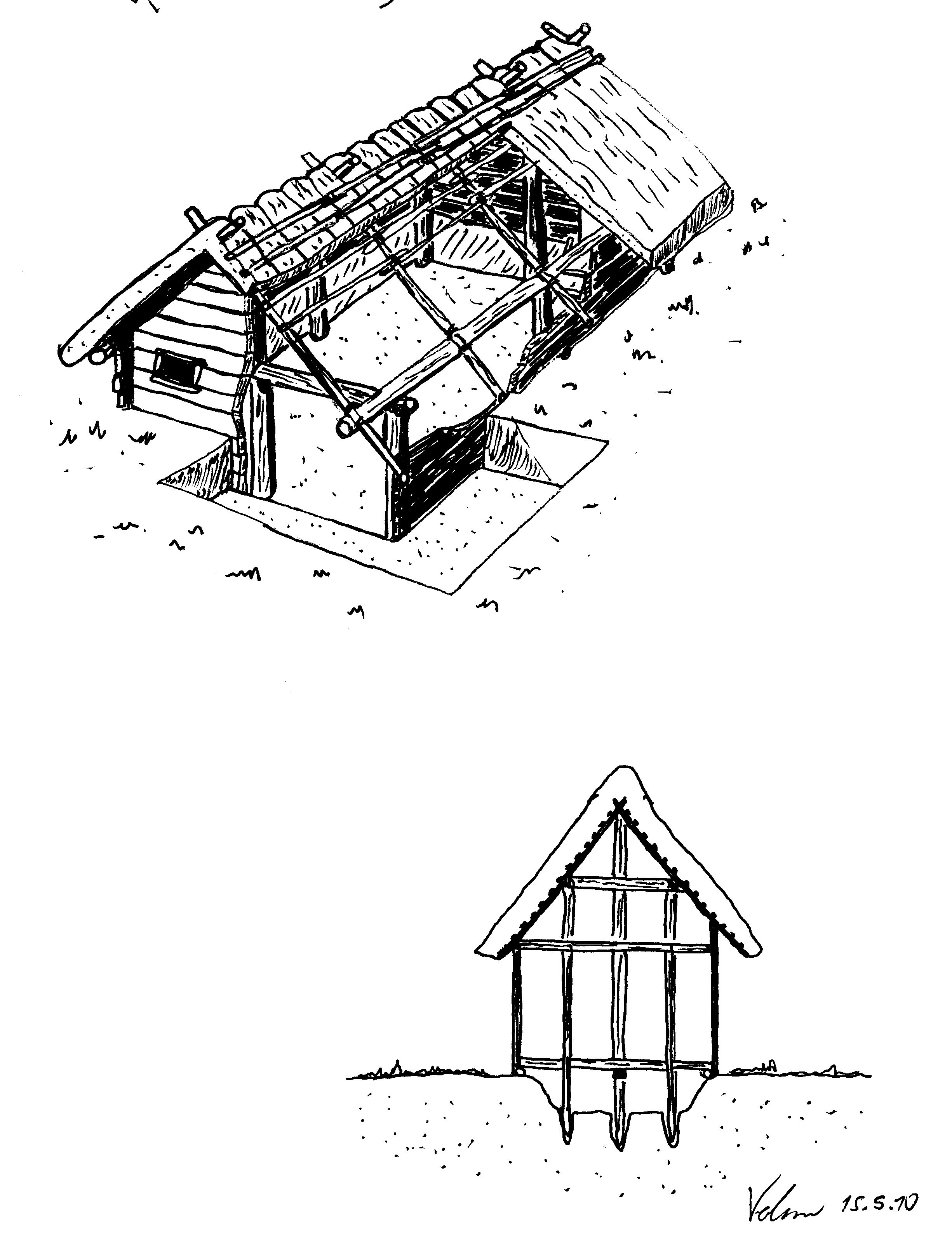
Grubenhäuser Rosstal und Sussex

Grubenhaus oder Grubenhütte ist die Bezeichnung für Gebäude, die ganz oder teilweise in den Boden eingetieft sind. Archäologisch sind Grubenhäuser durch Pfostengruben in Verbindung mit größeren Verfärbungen im Boden nachzuweisen, welche die Auffüllung des vormals ausgeschachteten Innenraums anzeigen.
Grubenhäuser sind eine Art von Erdhaus und haben gewisse Gemeinsamkeiten mit Wohnhöhlen, den eisenzeitlichen Souterrain sowie den tieferliegenden Erdställen.
Heute werden vergleichbare Bauten als Erdkeller benutzt. 
Eine Grube ist die einfachste Methode, den Raum unter einem Dach zu erweitern. Wände brauchen nicht errichtet zu werden und die Dachkonstruktion kann sich auf dem Erdboden abstützen.
Rechteckige Grubenhäuser sind in vielen Teilen der Welt belegt, in Europa von der späten Eisenzeit bis ins Mittelalter. Eskimos verbrachten den Winter bis Mitte des 20. Jahrhunderts oft in mit Tierhäuten, Segeltuch und Moos oder Plaggen abgedeckten Qarmaqs. Grubenhäuser der nordamerikanischen Ureinwohner werden auch als earth lodges bezeichnet.

## Neolithische Grubenhäuser
Für die Jungsteinzeit (Neolithikum) wird die Existenz von Grubenhäusern von vielen Forschern behauptet. So publizierten Buttler und Haberey die These, in der linearbandkeramischen Siedlung von Köln-Lindenthal hätten Kurvo-Komplexbauten als Wohnungen gedient, die rechteckigen Pfostenbauten lediglich als Erntescheunen. Die These wurde erst durch Oscar Paret widerlegt.
Volker Wüstehube publizierte ein Grubenhaus der ältesten Linearbandkeramik mit rechteckigem Grundriss. Gruben mit in den Wänden eingebauten Öfen werden manchmal als Küchengebäude interpretiert.
In Südosteuropa werden Grubenhäuser oft in der untersten Schicht von Siedlungshügeln postuliert. Es handelt sich dabei um runde bis unregelmäßige Gruben oder Grubenkomplexe, meist mit unebenem Boden. Nach Bailey wurden sie am Beginn der Besiedlung angelegt. Die Nutzung zu Wohnzwecken ist jedoch sehr umstritten. 

Die Flachsiedlung von Makriyalos in Methoni, Zentralmakedonien, bestand ausschließlich aus eingetieften Befunden. Bei einem Teil der Grubenhäuser könnte es sich auch um Kellergruben innerhalb größerer Gebäude handeln.
Besonders in der Bischheimer Kultur sind rechteckige Grubenhäuser typisch (z. B. Schernau). Auch aus der Trichterbecherkultur, besonders der Bernburger Kultur sind sie bekannt. Ein sehr flaches rechteckiges Grubenhaus der Bernburger Kultur wurde in Windehausen, Kr. Nordhausen ausgegraben.

## Schlüsse auf die Bauform
Die Eintiefung des Innenraums liegt zwischen 30 Zentimeter und mehr als einem Meter. Die Grundfläche derartiger Bauten war meist gering. An vielen Ausgrabungsorten wurden Grubenhäuser in größerer Zahl gefunden. Die Kanten der Grube waren oft mit Brettern stabilisiert.
Die genaue Konstruktion muss aus den Funden geschlossen werden. Viele scheinen einfache Gebäude ohne oberirdische Seitenwände gewesen zu sein, deren Giebeldach bis auf den Erdboden reichte. In anderen Fällen deuten runde Grundrisse auf Hütten mit Flechtwänden hin. In einzelnen Grubenhäusern wurden dagegen Stützspuren einer Balkendecke gefunden und darunter die eines Herdfeuers. So kann sich hinter der Bezeichnung Grubenhaus eine Reihe von Gebäuden unterschiedlicher Nutzung verbergen, von einer einfachen Erdhütte bis zum (halb)unterkellerten Haus. Die Wände wurden wie auch bei anderen vor- und frühgeschichtlichen Haustypen in verschiedenen Bauformen aus Holz oder Reisig gefertigt und mit Lehm verkleidet.

## Nutzungen
Bei eisenzeitlichen Häusern gab es deutliche Unterschiede bei der Nutzung:
In keltischen und germanischen Siedlungen waren Grubenhäuser überwiegend Nebengebäude ohne Feuerstelle. In vielen wurden Spuren handwerklicher Tätigkeit gefunden, nicht selten Webgewichte und Spinnwirtel, gelegentlich sogar Standspuren eines Webstuhls. Es wird daher eine Nutzung als Werkstätten, besonders als Webhäuser angenommen. In dem Zusammenhang wird auf Tacitus’ Germania verwiesen, nach der die Germanen ihr Leinen „unter der Erde“ fertigten. Durch die höhere Luftfeuchtigkeit der in den Boden eingetieften Räume sind Flachsfasern geschmeidiger und damit leichter zu verarbeiten. Sofern sie hinreichend gegen Sonneneinstrahlung abgeschirmt waren, hatten Grubenhäuser ein gleichmäßig feucht-kühles Innenklima und könnten als Lagerkeller für wärmeempfindliche Nahrungsmittel gedient haben.
In der angelsächsischen Siedlung West Stow fiel auf, dass die lockere Füllung der großen Grubenverfärbungen nicht zu einer ständigen Nutzung passt. Der Ausgräber spricht daher nicht von Grubenhäusern, sondern von Bauten mit eingetieftem Befund („Sunken Featured Buildings“). Auf dem Rand einer der Grubenverfärbungen kam eine halbe Herdstelle in Form einer Lehmpackung mit Holzkohle zutage, deren andere Hälfte in die Grube gestürzt war. Hier wurde gemutmaßt, dass die Grube ursprünglich mit einer Holzbohlenlage abgedeckt war, auf der sich die Herdstelle befand. Um die Befunde und die Schlussfolgerung experimentell zu überprüfen, entstand das Freilichtmuseum von West Stow.
In vor- und frühgeschichtlichen slawischen Siedlungen hatten dagegen großenteils die Wohngebäude einen eingetieften Boden.
Die in den Karpaten und den osteuropäischen Waldsteppen vorkommenden Grubenhäuser werden als burdei oder bordei (Rumänisch: bordei, Ukrainisch: бурдей) bezeichnet.

## Rekonstruktionen
Rekonstruktionen von Grubenhäusern gibt es am Standort der mittelalterlichen Grubenhaussiedlung am Petersteich sowie in mehreren Freilichtmuseen, zum Beispiel im Fränkischen Freilandmuseum Bad Windsheim, im Geschichtspark Bärnau-Tachov, im Archäologischen Zentrum Hitzacker, im Keltenmuseum Hochdorf, im Museum und Park Kalkriese, im Freilichtlabor Lauresham, im Archäologischen Freilichtmuseum Oerlinghausen und beim Museum im Zeughaus Vechta. Außerdem findet man Rekonstruktionen von Grubenhäusern im Frühmittelalterdorf von Unterrabnitz, Österreich. In Großbritannien wurden in West Stow angelsächsische Häuser mit Kellergruben rekonstruiert.

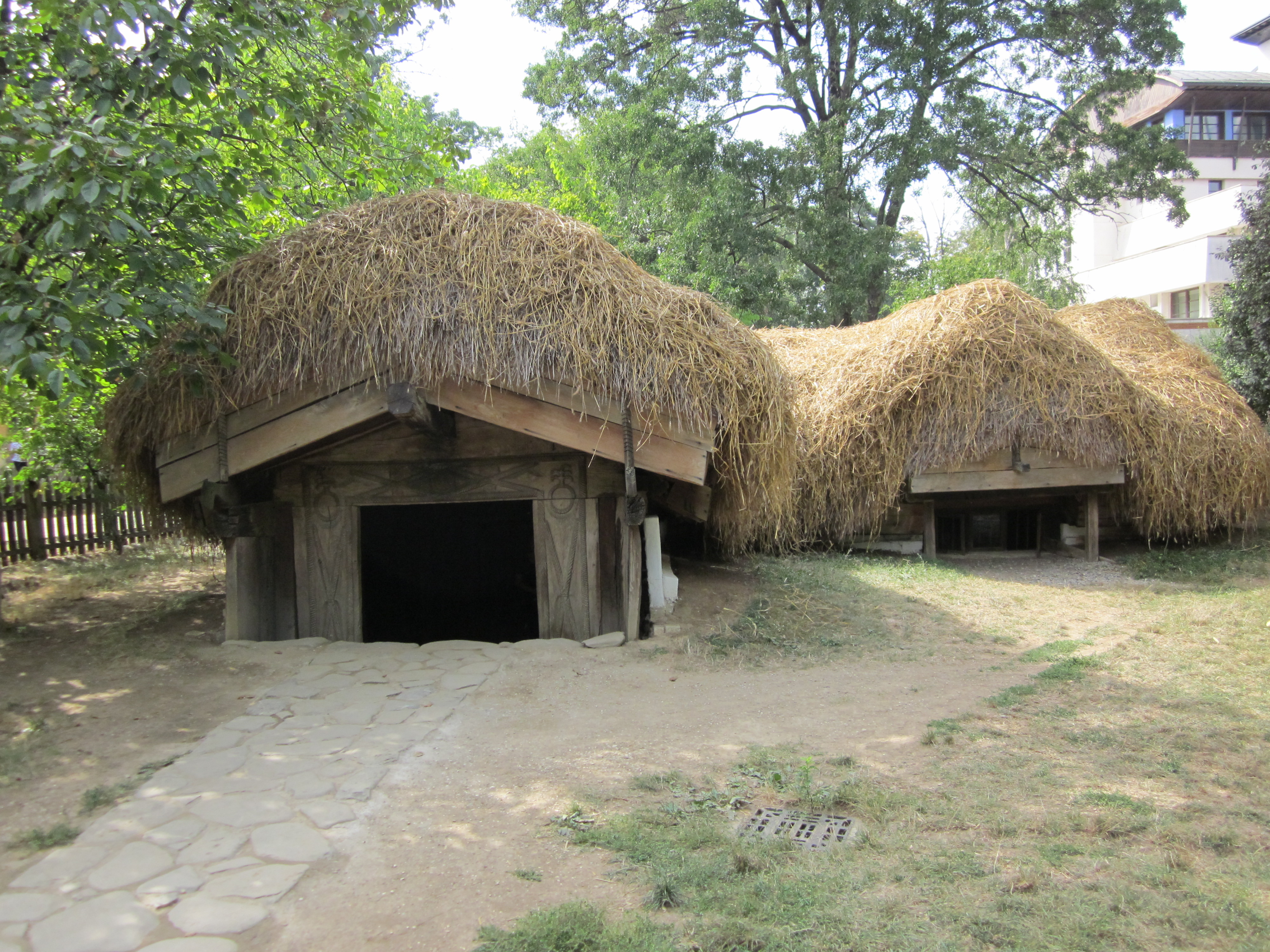
Rekonstruierte Grubenhäuser im Muzeul Național al Satului „Dimitrie Gusti“, Bukarest
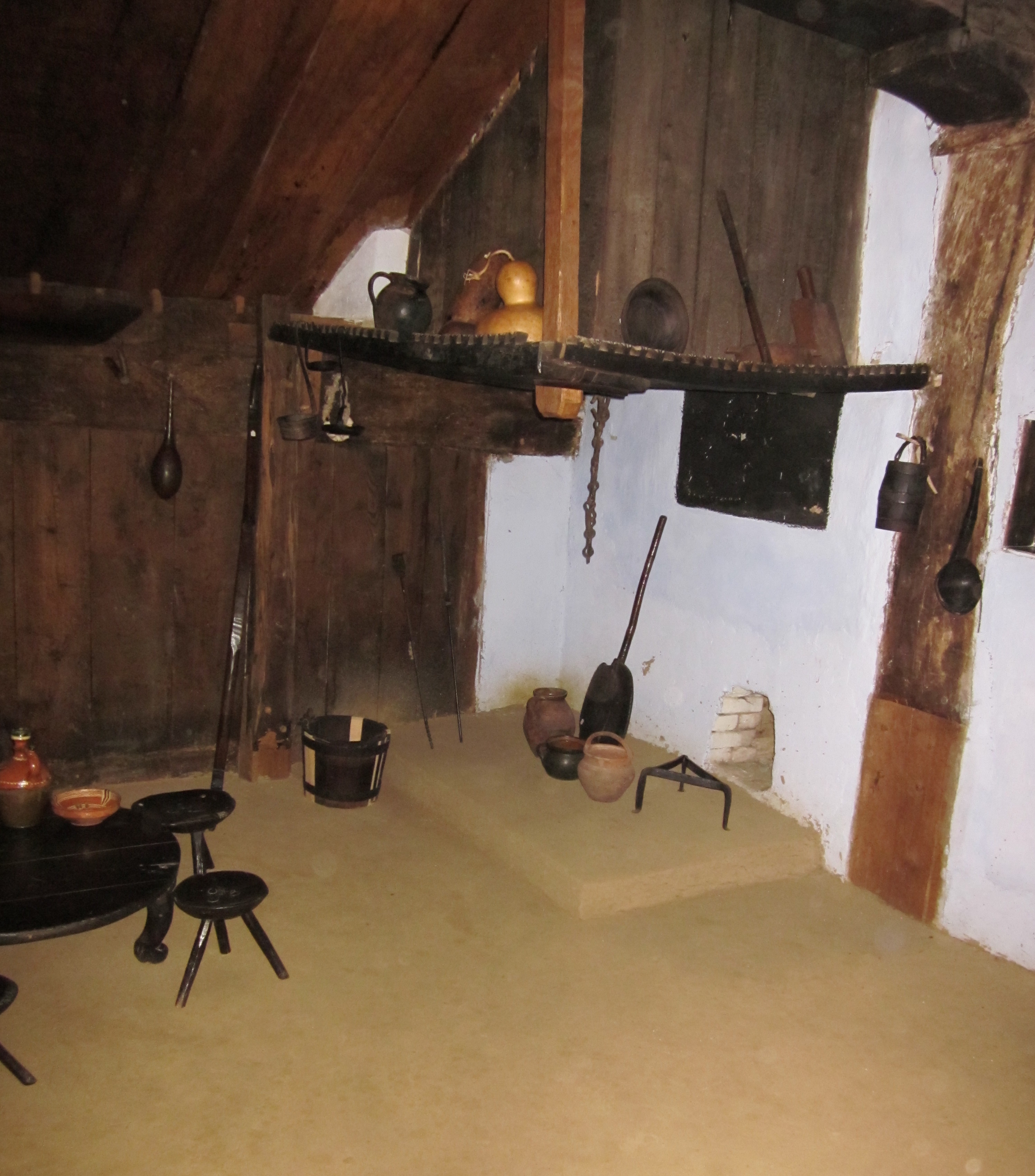
Innenraum eines rumänischen Grubenhauses mit Stampflehmboden